# Lagunamycin
Lagunamycin ist ein bakterieller Naturstoff, der eine Diazogruppe aufweist.

## Vorkommen
Lagunamycin wurde aus einer Streptomyces-Art isoliert, die aus einer Bodenprobe von den Philippinen stammte.

## Herstellung
In einer Synthese des Lagunamycins wird zunächst die Seitenkette aufgebaut. Ausgangspunkt ist ein Keten-N,O-Acetal, wobei das Sauerstoffatom mit einem Silylether geschützt ist und das Stickstoffatom ein chirales Auxiliar trägt. Dadurch kann stereoselektiv Isobutyral addiert werden. Die dadurch gebildete Hydroxygruppe wird Lithiumbis(trimethylsilyl)amid und Phenylsulfonylchlorid derivatisiert. Durch Reduktion mit Lithiumtriethylborhydrid kann sowohl das chirale Auxiliar entfernt als auch das aus der Hydroxygruppe gebildete Sulfonat defunktionalisiert werden. Die Hydroxygruppe die nach Entfernung des chiralen Auxiliars übrigbleibt kann mittels Mangan(IV)-oxid zum Aldehyd oxidiert werden. Aldoladdition mit Propansäure und Lithiumdiisopropylamid ergibt eine kettenverlängerte Hydroxycarbonsäure. Durch Aktivierung mit einem Carbodiimid kann diese Säure mit dem Stickstoffatom von 3-Amino-5-methoxyphenol kondensiert werden. Mit Iodoxybenzoesäure kann das Phenol zum ortho-Chinon oxidiert werden. Durch Hydrolyse des Methylethers mit Schwefelsäure entsteht stattdessen ein para-Chinon, dessen Reduktion mit Natriumdithionit zum Ringschluss durch Knorr-Kondensation führt. Oxidation des Produkts mit Kaliumperoxomonosulfat ergibt wieder ein Chinon, in das mit 4-Acetamidobenzolsulfonylazid die Diazogruppe eingeführt werden kann.

## Eigenschaften
Lagunamycin bildet gelbe Kristallnadeln. Es ist ein Inhibitor der Arachidonat-5-Lipoxygenase und wirkt antibakteriell gegen gram-positive Bakterien.